# Holiday (canción de Madonna)
«Holiday» es una canción interpretada por la cantante estadounidense Madonna, incluida en su álbum debut homónimo. La compañía discográfica Sire Records la publicó el 7 de septiembre de 1983 como el tercer sencillo del disco, y figuró en el álbum de remezclas You Can Dance (1987) y en los recopilatorios The Immaculate Collection (1990) y Celebration (2009). Curtis Hudson y Lisa Stevens, de la banda Pure Energy, compusieron el tema, mientras que John «Jellybean» Benítez lo produjo. Este último se lo ofreció a Madonna cuando se encontraba buscando un éxito potencial para su álbum debut y, tras aceptarlo, se encargaron de cambiar la composición mediante la adición de un solo de piano, realizado por su amigo, el músico Fred Zarr. «Holiday» cuenta con instrumentos tales como guitarras, palmadas electrónicas, un cencerro y un arreglo de cuerdas sintetizado, mientras que la letra expresa el sentimiento universal de que todo el mundo necesita un descanso.
«Holiday» recibió la apreciación de los críticos y logró convertirse en el primer sencillo de Madonna en entrar a la lista oficial de Estados Unidos, Billboard Hot 100. Además, ingresó a los cuarenta primeros en muchos países europeos como Alemania, Irlanda, Países Bajos y Reino Unido, entre otros. Madonna interpretó la canción en todas sus giras musicales, a excepción del Confessions (2006) y Madame X Tour (2019-2020). Generalmente es incluida como parte del encore del concierto o como el número final. Por otra parte, ha sido versionada por múltiples cantantes, incluso en versión rap. También apareció en la película The Wedding Singer y en la banda sonora de la sitcom Will & Grace. En Reino Unido, el tema ha sido publicado tres veces; en enero de 1984, en agosto de 1985 y en 1991, junto con un EP de nombre The Holiday Collection.

## Antecedentes
En 1983, Madonna estaba grabando su álbum debut homónimo con el productor de Warner Bros. Reggie Lucas. El problema era que la cantante no tenía suficiente material para un álbum completo. Durante el proyecto, Lucas introdujo dos nuevas canciones, mientras que John «Jellybean» Benitez, un DJ de la discoteca Funhouse, se encargó de crear remezclas de las canciones disponibles. Por otro lado, debido a conflictos de intereses, Stephen Bray, quien había colaborado con Madonna en «Everybody», vendió «Ain't No Big Deal» a una banda de otra discográfica de nombre Barracuda, por lo que la canción quedó fuera del proyecto de la cantante. Fue Benitez quien descubrió un nuevo tema compuesto por Curtis Hudson y Lisa Stevens de la banda Pure Energy. De nombre «Holiday», había sido rechazado por la cantante Phyllis Hyman y Mary Wilson, exintegrante de The Supremes. Benitez les preguntó a los compositores si tenían alguna canción para Madonna, y dado que su sello discográfico, Prism Records, no quería publicar «Holiday», estos accedieron y se la entregaron. Durante una entrevista en 2012 con el portal Blogcritics, Hudson recordó:

Sabíamos que [«Holiday»] tenía cierta magia. Como no íbamos a poder grabarla nosotros, realmente esperábamos que cayera en manos de alguien que fuera a hacerle justicia. Jellybean intentó vendérsela a Phyllis Hyman y a un par de otros artistas. No nos gustaba vender nuestras canciones. Todavía esperaba que Pure Energy pudiera grabarla.

Stevens recordó que había comenzado a tocar los acordes iniciales de «Holiday» en un teclado, pero que no podía avanzar más. Hudson, que sentía que la música podía llevar a algo constructivo, instó a Stevens a experimentar con ella durante una semana y, finalmente, se le ocurrió el hook Holiday, Celebrate!. Inspirado por los acordes de apertura y escuchando noticias deprimentes en la radio, Hudson comenzó a escribir la canción y en 30 minutos pudo completarla. La mayor parte fue compuesta por él mientras Stevens sugería algunas alteraciones como la línea It would be so nice!. Benitez y Madonna le mandaron una maqueta a su amigo Fred Zarr para que la arreglara y sintetizara. Después de que la cantante añadiera la voz, el productor pasó cuatro días tratando de mejorar el atractivo comercial de la pista. Benitez no había producido ninguna canción en ese momento, pero sabía cómo reconstruir las diferentes piezas musicales en un estudio. Compuso el sonido, reunió a los músicos y tarareó la melodía para grabarlos, como así también le pidió a Madonna que cantara de manera «conmovedora». Justo antes de que se completara, ambos se reunieron con Zarr en el estudio Sigma Sound de Manhattan, donde, a sugerencia de la cantante, agregó el ahora conocido solo de piano que aparece hacia el final. Madonna también le pidió a Hudson que cambiara una parte del funk en el ritmo de la guitarra. Stevens comentó que «alguna gente se queja de que Madonna te usa, pero yo no me sentí así [...] Sentí que sabía lo difícil que iba a ser. No tenía un grupo, estaba sola. Sabía a lo que jugaba».

## Composición y publicación

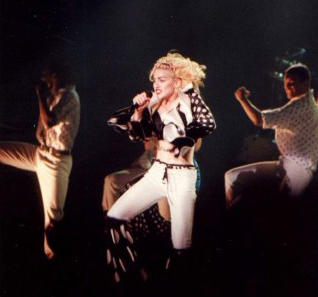
Madonna interpretando «Holiday» durante el Blond Ambition World Tour de 1990

En el plano musical, «Holiday» sigue un compás de 4/4, con un tempo moderado que corre a 116 pulsaciones por minuto. Está compuesta en la tonalidad de re menor, con una duración de seis minutos y siete segundos, y el registro vocal de la intérprete se extiende desde la nota si3 a do♯5. En el primer verso, la melodía sigue una progresión armónica de sol7—la—si menor cuando Madonna canta Holiday!, y cambia a sol7—la—mi♯ menor7–sol en el segundo verso, cuando exclama Celebrate!. La progresión de cuatro tiempos continúa a lo largo de la canción, acompañada de instrumentos como guitarras, palmadas electrónicas, un cencerro tocado por Madonna y un arreglo de cuerdas sintetizado. Además, gracias al uso del efecto chorus, se escucha una estrecha progresión repetitiva. Hacia el final de la pista ocurre un cambio en este arreglo, y se puede apreciar un break de piano. La letra expresa el sentimiento universal de que todo el mundo necesita unas vacaciones. Curtis y Stevens, que también estuvieron presentes en el estudio de grabación, recordaron que se terminó de grabar en un solo día. Cambios menores incluyeron la sustitución del LinnDrum de Hudson con el Oberheim DMX de Zarr. El dúo no recibió un crédito de producción en «Holiday», ya que Benitez había presentado la canción a Sire Records, y él tenía una relación existente con Madonna. Aunque Hudson y Stevens presionaron para obtener un crédito, finalmente desistieron, pues sentían que el tema sería su oportunidad de ser reconocidos como compositores eficientes.
En un principio, se decidió que «Lucky Star» fuese publicado como sencillo, pero en su lugar se optó por «Holiday». La portada original no mostró una fotografía de Madonna, ya que la discográfica no quería que la gente descubriera que no era una cantante de R&B, y en su lugar mostraba la imagen de una estación de tren y un motor. Posteriormente, la canción fue remezclada en versiones dub y groove para el álbum de 1987 You Can Dance, y figuró en el primer álbum de grandes éxitos de Madonna, The Immaculate Collection (1990), en una versión remezclada y más corta que la original. En 2005, durante una entrevista con la CBS News, Madonna comentó que «Holiday» era una de sus favoritas entre todas sus canciones. En Reino Unido, se publicó en tres ocasiones: en noviembre de 1983, donde llegó al sexto lugar de la lista del país; en agosto de 1985, donde llegó al segundo puesto —solo detrás del otro sencillo de Madonna, «Into the Groove»—; y en 1991, cuyo lanzamiento tuvo una portada nueva para promocionar The Immaculate Collection, junto con un EP limitado titulado The Holiday Collection. El fotógrafo Steven Meisel se encargó de tomar las fotos para la portada de este lanzamiento, que alcanzó el puesto cinco de la lista.

## Recepción crítica
J. Randy Taraborrelli, en su biografía de Madonna, dijo que «Holiday» era «un contagioso himno a la fiesta que incendió los clubes de baile de todo el país casi de inmediato». Rikki Rooksby, autor de The Complete Guide to the Music of Madonna, comentó que «es tan infecciosa como la peste. Solo basta escucharla una vez para no poderte sacar el maldito hook de la cabeza». Jim Farber de Entertainment Weekly opinó que «satisfizo ambos mundos», mientras que en su reseña del álbum The Immaculate Collection, David Browne del mismo periódico elogió la producción «experta» y la llamó «la primera de una serie aparentemente interminable de sencillos astutamente elaborados». La autora Mary Cross la describió como «una canción sencilla, con un atractivo fresco y de buen humor». Por su parte, Sal Cinquemani de la revista Slant se refirió al tema como «aireado». Paul Schrodt, de la misma publicación, dijo que fue «la conmovedora voz de Madonna, que marca el comienzo de una celebración como si estuviera asumiendo los problemas del mundo como propios, lo que hizo que este hit sobreviviera a sus encantos aparentemente superficiales». Stephen Thomas Erlewine, de Allmusic, lo citó como uno de los puntos culminantes del álbum Madonna y lo llamó «efervescente»; en su reseña de The Immaculate Collection, el autor lo calificó como uno de los más grandes éxitos de la cantante. Ana Marta González, autora de Ficción e identidad: Ensayos de Cultura Postmoderna, sostuvo que era una de las canciones de Madonna que transmitían la idea de que la vida es una fiesta, y la calificó como «despreocupada» y «refrescante». El periódico digital Hoy Bolivia afirmó que era repetitiva y no muy elaborada, sin embargo, «sin muchas pretenciones, logró conquistar a la crítica musical y fue uno de los temas más bailados a inicios de los años 80».
| Tan ochentera como Rick Astley y los Pet Shop Boys, «Holiday» es seguramente la canción más sugestiva que se haya creado cuando se trata de empacar una maleta y salir a tomar cócteles en la playa. [...] Un gigante pop que te hace sentir bien con un estribillo infeccioso, es lo más cercano que tenemos a brillo de sol embotellado. —El portal Digital Spy comentando sobre «Holiday» en su conteo de los mejores sencillos de Madonna. |

Jon Pareles, del New York Times, la consideró una de las canciones «más amigables» de la artista. Bill Lamb de Dotdash.com dijo que «Holiday», junto con «Lucky Star» y «Borderline», poseía hooks de música pop «irresistibles». Don Shewey, de la revista Rolling Stone, señaló que la letra era simple, pero inteligente. En el ranking de los mejores sencillos de la artista, Jude Rogers de The Guardian lo describió como «cuatro maravillosamente simples minutos que jamás han perdido su frescura o calidez». La revista Marie Claire la ubicó en la octava posición de la lista de sus 10 mejores temas, y lo llamó «un testimonio de la época más libertina y rebelde de la reina del pop. Un himno de juventud de los años '80, la cantante entró con este tema por la puerta grande a la historia de la música». Will Lavin, del sitio web Joe, la incluyó en el sexto puesto de sus diez mejores canciones y dijo que era «sencillo, cursi, divertido» y «totalmente ochentero». Humberto Quiroga Lavié, consejero académico del Consejo de la Magistratura del Poder Judicial en Argentina, en su ensayo Secretos y Misterios de Hombres y Mujeres, opinó que era «el himno que canta toda la juventud y seguidores de Madonna». De las 15 mejores canciones en la carrera de Madonna, el equipo de redacción del periódico Evening Standard la incluyó en el octavo puesto; Jochan Embley remarcó que aunque «las letras no son lo más profundo que [Madonna] cantaría, pensar demasiado sería perder el punto. Es una canción alegremente simple [...] Y, como cualquier gran canción pop, ese hook quedará en tu cabeza mucho después de que terminen las vacaciones». Un crítico del portal de Internet Peru.com opinó que «Holiday» era una de las canciones con las que Madonna «penetró en el gusto del público». Del portal Medium, Richard LeBeau opinó que «tiene algunas letras trilladas, pero un ritmo innegable que se ha arraigado en la cultura popular». El diario colombiano El País afirmó que  «Holiday», «Burning Up», «Lucky Star» y «Borderline» eran «piezas con las que la reina iniciaba su ascenso al trono». Para The Quietus, Matthew Lindsay lo comparó con «Celebration» (1980) de Kool & the Gang y lo llamó «una confección irresistible, rebosante de alegría de vivir».
Para Francesco Falconi se trató de «un verdadero himno a la alegría, a la diversión, a querer desconectar de los problemas cotidianos y vivir la propia energía física y espiritual en una eterna evasión». Sebas E. Alonso, de Jenesaispop, la incluyó en el tercer puesto de su lista de las cuarenta mejores canciones de la artista, y comentó: «No se sabe dónde empieza y dónde termina el estribillo [...], pero las ganas de fiesta y vacaciones que desprende la melodía todavía funcionan en clubs indies y chiringuitos playeros veinticinco años después». Guillermo Alonso, de la edición española de la revista Vanity Fair, opinó que era «tan relajada, divertida y adictiva como unas vacaciones». Enio Chiola, de PopMatters, la situó en la undécima posición de su lista de los «15 mejores sencillos de Madonna de todos los tiempos», y comentó que era «demasiado contagiosa para no bailar y cantar [y] demasiado icónica para ser ignorada». Matthew Jacobs, del Huffington Post, lo colocó en el séptimo lugar en el conteo de los mejores sencillos de la cantante; afirmó que era «una personificación de la alegría del bubblegum de los '80» y que «de la misma manera en que "Like a Virgin" es definida por su asociación a las bodas, la alegre letra de "Holiday" lo convierte en el himno mundial de las vacaciones». Justin Kantor, del portal Blogcritics, lo llamó «un himno mundial con un mensaje que resuena en personas de todas las edades, orígenes culturales y creencias». Chuck Arnold, de Entertainment Weekly, lo ubicó en el tercer puesto de la lista de sus mejores sencillos y lo llamó «su mejor himno dance en una carrera llena de grandes. Es el prototipo para todo, desde "Into the Groove" hasta "Living for Love". Hasta el día de hoy [...] se siente como una celebración». Ed Masley, de The Arizona Republic, opinó que aunque la producción no había envejecido «tan bien» como «Into the Groove», la melodía era «atemporal». Finalmente, de los 100 mejores temas de Madonna, Katie Atkinson de Billboard lo consideró como el séptimo mejor y lo llamó «uno de sus sencillos más despreocupados».

## Recepción comercial

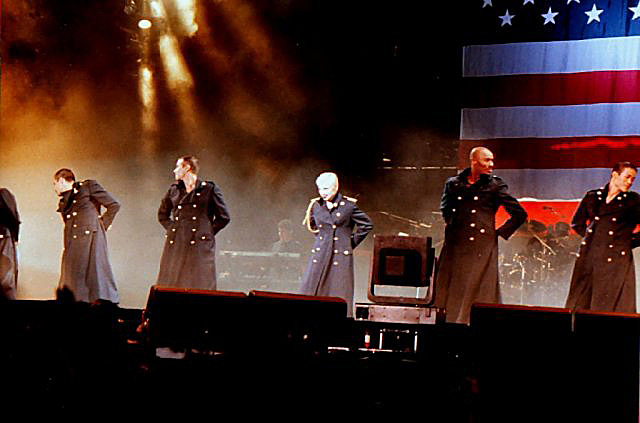
Madonna y sus bailarines interpretando «Holiday» en The Girlie Show World Tour (1993). Fue su primer sencillo en ingresar a la lista Billboard Hot 100

En Estados Unidos, «Holiday» fue publicado el 7 de septiembre de 1983 junto con «Lucky Star» como doble lado A y se convirtió en el primer éxito comercial de Madonna: permaneció en las listas de popularidad del intervalo del día de Acción de Gracias a la Navidad de 1983. Además, se convirtió en su primer tema en entrar a la lista oficial de sencillos Billboard Hot 100: ingresó por primera vez en el puesto número 88 el 29 de octubre de 1983. El 28 de enero de 1984 alcanzó su posición más alta, en el 16, y permaneció un total de veintiún semanas en la lista. En Dance Club Songs, «Holiday/Lucky Star» debutó en el 31.º lugar en la edición del 27 de agosto de 1983 y fue el primer número uno de Madonna en el conteo, donde permaneció por cinco semanas. También alcanzó el 25 en Hot R&B/Hip-Hop Songs y permaneció dieciocho semanas en total. En Canadá, debutó en el número 48 de la lista RPM el 21 de enero de 1984, y, un mes después, alcanzó el 39. El 17 de marzo de ese año, volvió a entrar en el lugar 45, y el 7 de abril alcanzó su máximo puesto en el 32.
En Reino Unido, «Holiday» se publicó el 18 de noviembre de 1983, por lo cual alcanzó la sexta posición en la lista de sencillos el 12 de febrero de 1984. Sin embargo, una segunda publicación con «Think of Me» como lado B en 1985 le permitió ingresar en el conteo en el número 32, donde eventualmente alcanzó la segunda posición, solamente detrás de la otra canción de Madonna, «Into the Groove». Seis años después, tras otra publicación en 1991, ocupó el quinto lugar. En junio de 2025, recibió un disco de platino otorgado por la British Phonographic Industry (BPI). Según Official Charts Company, la canción vendió 878 000 unidades en todo el país para agosto de 2018. En el resto de Europa, estuvo entre los diez primeros en Alemania, Bélgica, Irlanda y Países Bajos y al top 40 en Francia, Italia, Suecia y Suiza. También llegó al séptimo puesto en Nueva Zelanda, donde fue el primero de Madonna en entrar en la lista de esa nación.

## Interpretaciones en directo
Madonna cantó «Holiday» por primera vez el 4 de junio de 1983 en la discoteca de Nueva York Studio 54. Un año después, realizó una gira promocional por Reino Unido, donde se presentó en varias discotecas y programas de televisión. En dichas actuaciones, cantó «Holiday» vestida de camisa, falda y botas negras, con una chaqueta multicolor, calcetines grises y joyería metálica. Ese mismo año la interpretó en el programa de baile conducido por Dick Clark, American Bandstand. Posteriormente, incluyó el tema en sus giras Virgin (1985), Who's That Girl (1987), Blond Ambition (1990), The Girlie Show (1993), Drowned World (2001), Re-Invention (2004), Sticky & Sweet (2009), MDNA (2012) y Rebel Heart Tour (2015-2016). En la primera figuró como la segunda canción del repertorio. Durante la actuación, la cantante, acompañada de dos bailarines, tomó el micrófono y bailó por todo el escenario. El autor Leo Tassoni opinó que Madonna lució sus dotes de bailarina. El vestuario consistió en un sostén negro debajo de un top azul transparente, una falda verde, medias de encaje y una chaqueta de estampado colorido y brillante con distintos crucifijos que le colgaban del cabello, cuello y orejas. Esta interpretación apareció en su primer álbum de vídeo, Madonna Live: The Virgin Tour. El 13 de julio del mismo año, presentó el tema en el concierto benéfico Live Aid, en el estadio John F. Kennedy de Filadelfia.
En el Who's That Girl de 1987, «Holiday» fue la última canción del repertorio. Madonna salió al escenario con un traje flamenco brillante de color rojo, y cantó una versión enérgica del tema, lo que resaltó su carácter festivo y alegre. Interpretó el estribillo final dos veces y en algunos conciertos le pidió a los espectadores un peine para poder arreglar su cabello y continuar con la interpretación. Se pueden encontrar dos actuaciones diferentes en los vídeos Who's That Girl – Live in Japan, filmado el 22 de junio de 1987 en Tokio, Japón, y en Ciao Italia: Live from Italy, rodado en Turín y en Florencia. Tres años después, en el Blond Ambition, figuró en la parte del encore de los conciertos. Al respecto, Madonna comentó: «Quise agregar una canción vieja por diversión, y "Holiday" parecía ser una favorita universal. Además de ser una de mis canciones viejas que aún puedo cantar sin sentir que la he superado totalmente». La cantante bailó por el escenario vestida con una blusa de lunares, pantalones blancos acampanados y peinada con una coleta. Existen tres actuaciones de esta gira: una figura en Blond Ambition World Tour Live, grabado en Niza el 5 de agosto de 1990; la otra en Blond Ambition: Japan Tour 90, filmado en Yokohama el 27 de abril; y la última en el documental de 1991, Madonna: Truth or Dare —lanzado en algunos países bajo el título In Bed with Madonna—. Para promocionar el documental, la actuación de «Holiday» se lanzó como videoclip y recibió cuatro nominaciones en los MTV Video Music Awards de 1992: mejor vídeo femenino, mejor vídeo dance, mejor coreografía y mejor cinematografía, aunque no ganó ninguno.
Para el Girlie Show de 1993, el tema se presentó antes del encore. Madonna y sus bailarines usaron largas gabardinas azules y, a la mitad de la actuación, realizaron un desfile militar mientras en el fondo del escenario se colocaba una gran bandera estadounidense. Durante el espectáculo de Puerto Rico, mientras cantaba, frotó la bandera nacional de la isla entre sus piernas, acción que causó una gran controversia. El concierto en Sídney fue grabado y la canción se incluyó en el vídeo The Girlie Show - Live Down Under. Ocho años después, para el Drowned World Tour, se utilizó una remezcla con elementos de «Music Sounds Better With You» (1998), de la banda Stardust, y la interpretó tras «La isla bonita», de True Blue (1986). Acompañada de sus coristas Niki Haris y Donna De Lory, la cantante portó un sombrero fedora rojo y un atuendo negro diseñado por la casa de modas italiana Dolce & Gabbana, que consistía en una blusa con las palabras «Mother» en el frente y «F*cker» en la parte posterior, un pantalón y un abrigo de piel blanco. De la presentación, Janet Cienfuegos O. de El Diario de Hoy opinó que «conectó el pasado con su presente» y además dejó claro que «la gente quiere más de su música anterior aun cuando ella insista en dar poco». La actuación del 26 de agosto en el Palace of Auburn Hills se incluyó en el vídeo Drowned World Tour 2001.
Tres años después, «Holiday» se incluyó en la gira de 2004 Re-Invention World Tour, donde nuevamente fue interpretada como la última del espectáculo. La cantante y sus bailarines usaron faldas escocesas y caminaban por una pasarela triangular que descendía del techo sobre el público; las pantallas del escenario mostraban una secuencia de banderas de diferentes países, mientras que del techo caían confetis. En su crítica a uno de los conciertos de Mánchester, Paul Taylor lo llamó «el momento más genuinamente emocionante» de la noche. La interpretación apareció en el segundo documental y primer álbum en vivo de Madonna, I'm Going to Tell You a Secret (2006).
En el Confessions Tour de 2006 se usó en una introducción de «Music» (2000), junto con otras canciones como «Borderline», «Dress You Up» (1985) y «Erotica» (1992). En octubre de 2008, durante uno de los conciertos de Toronto del Sticky & Sweet Tour, cantó «Holiday» a capela a petición de los espectadores. En la segunda etapa de la gira, un año después, reemplazó a «Heartbeat» del álbum Hard Candy. Durante la actuación, se realizó un tributo al cantante Michael Jackson, quien había fallecido solo una semana antes del inicio de la gira; mientras cantaba la canción, imágenes de Jackson se proyectaban en las pantallas de fondo y un bailarín, vestido como el artista, aparecía en el escenario imitando su baile moonwalk. También fueron incorporados elementos musicales de «Billie Jean» y «Wanna Be Startin' Somethin'» (1983). Al final de la actuación, Madonna declaró: Let’s give it up for one of the greatest artists the world has ever known: Michael Jackson! («Demos un gran aplauso a uno de los artistas más grandes que el mundo haya conocido: ¡Michael Jackson!»). En su reseña al concierto de Barcelona, Jordi Bianciotto del diario Córdoba calificó el número como «refrescante».
En la gira The MDNA Tour de 2012, «Holiday» apareció en un interludio titulado «Radio Dial Static» junto con otras canciones como «Lucky Star», «Ray of Light» (1998), «Music» y «4 Minutes» (2008), entre otras. A pesar de no ser parte del repertorio oficial, Madonna cantó el sencillo en algunos conciertos de la gira, entre ellos en Vancouver, Pittsburgh y en el estadio Yankee en Nueva York. Durante el último concierto de la gira, en Córdoba (Argentina), un apagón de 45 minutos a mitad del concierto hizo que Madonna cantara, acompañada de sus bailarines y animada por los espectadores, una versión a capela de «Holiday» mientras esperaban a que la luz regresara. El 9 de abril de 2015, se presentó en The Tonight Show Starring Jimmy Fallon e interpretó «Holiday» y «Bitch I'm Madonna» acompañada por el grupo The Roots y el conductor del programa. Ese mismo año, fue el tema de cierre en la gira Rebel Heart Tour: la cantante usó un atuendo de estilo flapper, envuelta con la bandera del país donde se presentaba mientras que sus bailarines se vistieron con trajes de los felices años veinte, y cantó una remezcla extendida de la versión original. Al final, abandonaba el escenario atada a un arnés que la elevaba sobre el público. En su reseña al concierto del Madison Square Garden en Nueva York, Jon Pareles del New York Times opinó que «sonó por primera vez algo nostálgico, pero imparable». La actuación se incluyó en el quinto álbum en vivo de Madonna, Rebel Heart Tour, publicado en 2017.
En 2016, Madonna interpretó «Holiday» como la última canción de los conciertos especiales Madonna: Tears of a Clown, que se llevaron a cabo en las ciudades de Melbourne, el 10 de marzo, y Miami, el 2 de diciembre. La cantante salió al escenario montada sobre un triciclo y vestida de payaso, con una peluca rosada y calcetines rayados, e interpretó una versión acústica del tema acompañada de un ukelele. El portal Jenesaispop señaló un contraste entre la «solemnidad» del tema y el atuendo de payaso de la cantante. Durante el concierto de Miami, un fanático tuvo la oportunidad de sostener el micrófono de Madonna mientras ella cantaba y tocaba el ukelele.

## Versiones de otros artistas y apariciones en la cultura popular

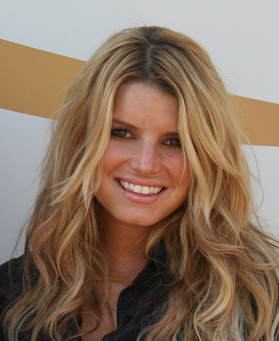
La canción «A Public Affair» de Jessica Simpson (fotografía) fue criticada por su parecido a «Holiday»

Tras su publicación, «Holiday» ha sido versionada y sampleada por múltiples artistas, como es el caso de la banda inglesa Heaven 17, que grabó la canción para el álbum tributo de 1999, Virgin Voices: A Tribute to Madonna, Vol. 1, o el trío musical Mad'House, que incluyó una versión club en Absolutely Mad, de 2002, y la banda estadounidense Girl Authority, que la grabó para el disco Road Trip (2007). En 1986, el dúo de rap holandés MC Miker G & DJ Sven publicó la canción «Holiday Rap», que incluyó samples de la música y del estribillo de «Holiday», por lo que los compositores del tema recibieron créditos. Obtuvo un éxito en las listas europeas al llegar a la cima en Alemania, Bélgica, Francia, Países Bajos y Suiza. En 1998, fue interpretada por el personaje de Adam Sandler en la película The Wedding Singer. La banda australiana The Avalanches usó un sample de la línea de bajo en «Stay Another Season» y «Little Journey», pertenecientes al álbum Since I Left You (2000).
En 2004, el elenco de Will & Grace compuso una versión house para la banda sonora de la serie, Let the Music Out! Bajo el título de «He's Hot», incorporó en su mayoría samples de la canción original. Un capítulo de dos partes de la serie Degrassi: The Next Generation, llevó por título «Holiday» como referencia al tema. En 2003, apareció en la película Rugrats: Vacaciones Salvajes, en la secuencia de un crucero. En 2006, varios periodistas notaron similitudes entre «Holiday» y «A Public Affair», de Jessica Simpson. Sobre los críticos, que la acusaron de no ser original, Simpson le dijo a la cadena MTV: «Creo que la gente está lista para escuchar algo que Madonna solía hacer. Todos necesitamos escuchar eso de vez en cuando. No fue un sample o algo que quise hacer, pero [Madonna] me influyó y aún lo sigue haciendo hoy en día». En 2008 apareció en el videojuego Karaoke Revolution Presents: American Idol Encore. Por último, en octubre de 2020, la actriz Cassandra Peterson publicó el vídeo musical «Don't Cancel Halloween». En el tema, cantado al son de la melodía de «Holiday», Peterson —caracterizada como su personaje Elvira— habla de la importancia del Halloween y pide al mundo no cancelar las festividades debido a la pandemia de COVID-19.

## Lista de canciones y formatos
| 7"  |                                   |          |  |
| N.º | Título                            | Duración |  |
| 1.  | «Holiday» (versión editada de 7") | 4:10     |  |
| 2.  | «I Know It»                       | 3:45     |  |

| 12" |             |          |  |
| N.º | Título      | Duración |  |
| 1.  | «Holiday»   | 6:07     |  |
| 2.  | «I Know It» | 3:45     |  |

| 12" |               |          |  |
| N.º | Título        | Duración |  |
| 1.  | «Holiday»     | 6:07     |  |
| 2.  | «Think of Me» | 4:43     |  |

| Casete (1991) |                                   |          |  |
| N.º           | Título                            | Duración |  |
| 1.            | «Holiday» (versión editada de 7") | 4:10     |  |
| 2.            | «True Blue»                       | 4:17     |  |

| 12" (1991) |                                                         |          |  |
| N.º        | Título                                                  | Duración |  |
| 1.         | «Holiday»                                               | 6:07     |  |
| 2.         | «Where's The Party» (remezcla editada de You Can Dance) | 4:22     |  |
| 3.         | «Everybody» (remezcla editada de You Can Dance)         | 4:57     |  |

| Casete / CD The Holiday Collection |                                                  |          |  |
| N.º                                | Título                                           | Duración |  |
| 1.                                 | «Holiday»                                        | 6:07     |  |
| 2.                                 | «True Blue»                                      | 4:17     |  |
| 3.                                 | «Who's That Girl»                                | 3:58     |  |
| 4.                                 | «Causing a Commotion» (Silver Screen Single Mix) | 4:06     |  |

| 12" (1995) |              |          |  |
| N.º        | Título       | Duración |  |
| 1.         | «Holiday»    | 6:07     |  |
| 2.         | «Lucky Star» | 5:37     |  |

## Créditos y personal
- Madonna: voz, cencerro.
- Curtis Hudson: composición, guitarra.
- Lisa Stevens: composición.
- John «Jellybean» Benitez: producción.
- Fred Zarr: programación, sintetizador, piano acústico.
- Raymond Hudson: bajo.
- Bashiri Johnson: percusión.
- Tina B.: coros.
- Norma Jean Wright: coros.

Créditos adaptados de las notas de Madonna.

## Posicionamiento en listas
| País (Lista 1983-1991)                               | Mejor posición |
| ---------------------------------------------------- | -------------- |
| Alemania (Offizielle Deutsche Charts)                | 9              |
| Australia (Kent Music Report)                        | 4              |
| Bélgica Flandes (Ultratop 50 Singles)                | 6              |
| Canadá (RPM)                                         | 32             |
| Estados Unidos (Billboard Hot 100)                   | 16             |
| Estados Unidos (Hot R&B/Hip-Hop Songs)               | 25             |
| Estados Unidos (Dance Club Songs) (con «Lucky Star») | 1              |
| Francia (SNEP)                                       | 37             |
| Italia (FIMI)                                        | 22             |
| Irlanda (IRMA)                                       | 2              |
| Nueva Zelanda (RMNZ)                                 | 7              |
| Países Bajos (Single Top 100)                        | 7              |
| Reino Unido (UK Singles Chart)                       | 2              |
| Suecia (Sverigetopplistan)                           | 20             |
| Suiza (Schweizer Hitparade)                          | 18             |

| País (Lista 1984)                     | Posición |
| ------------------------------------- | -------- |
| Alemania (Offizielle Deutsche Charts) | 74       |
| Australia (Kent Music Report)         | 33       |
| Estados Unidos (Billboard Hot 100)    | 79       |

## Certificaciones
| País (organismo certificador) | Certificación |
| ----------------------------- | ------------- |
| Reino Unido (BPI)             | Platino       |
| Sudáfrica (RISA)              | Oro           |